# Dhuhr

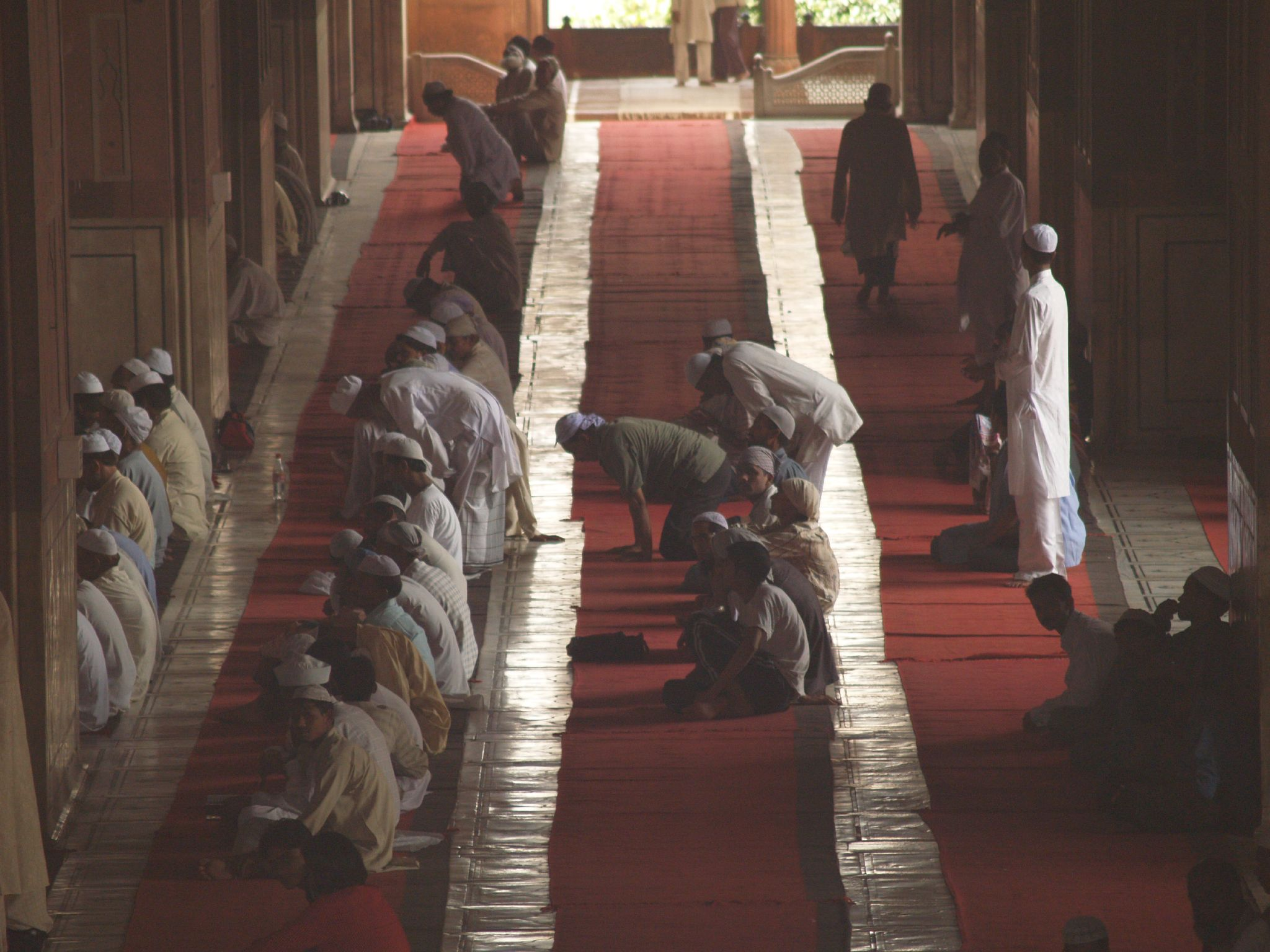
Oración en la mezquita de Jama Masjid.

El Dhuhr (árabe: صلاة الظهر) es la oración consecutiva al mediodía y se realiza antes del asr. Es la segunda oración del salat y su nombre proviene del hecho que cae entre dos oraciones (fajr y asr). El dhuhr consta de cuatro ciclos (raka'at) de oración.  

## Tiempo de oración
El waqt o tiempo de oración está delimitado de acuerdo a las tradiciones islámicas. 

### Chiitas
Indican que el momento de oración comienza una vez el sol ha cruzado el meridiano celeste -esto es, en el punto más alto del cielo-. Poco antes del atardecer (e iniciarse  el tiempo del asr) se da por terminado el tiempo de oración.

### Sunitas
Al igual que los chiitas, señalan que se da justo cuando el sol cruza el meridiano celeste. Se da por finalizado en la tarde, poco antes de comenzar el tercer salat, aunque hay discrepancia en el momento exacto para darle por terminado.
El dharoori de esta oración (lapso de tiempo "extendido" en el cual una persona que, por gran dificultad no pudo realizar su oración, está habilitada para orar sin considerársele pecadora o impura) se extiende hasta poco antes de iniciar el magrib. Según el malikí si una persona reza 30 minutos antes del ocaso, no se considerará una falta al salat.

## El caso del viernes
Los viernes el dhuhr se ve reemplazado por la  azalá del viernes, que es obligatoria para todos los musulmanes cuya edad supere la pubertad. Aunque para las mujeres no es obligatorio, también está permitido -y  recomendado- que lleven a cabo la oración.